# Koza Mostra
Koza Mostra és un grup de música rock creat a Tessalònica (Grècia) l'any 2011. Està compost per Ilias Kozas (veu), Alexis Àrkhontis (bateria), Stélios Siomos (guitarra), Dimitris Khristonis (baix elèctric), Khristos Kalaintzópulos (acordió) i Vassilis Nalbandis (trompeta). Combina els estils de rock, ska i punk amb música folk dels Balcans com rebétiko. També són coneguts per actuar en kilts o fustanel·la.
Van representar Grècia al Festival de la Cançó d'Eurovisió 2013 amb el cantautor Agàthonas Iakovidis. Amb la cançó Alcohol is Free («L'alcohol és gratuït») van arribar al sisè lloc a la final.